# Pinanga subruminata
Pinanga subruminata är en enhjärtbladig växtart som beskrevs av Odoardo Beccari. Pinanga subruminata ingår i släktet Pinanga och familjen Arecaceae. Inga underarter finns listade i Catalogue of Life.